# Genet de l'Artemísion
El Genet de l'Artemísion és una escultura eqüestre de 2,10 metres d'alçada que va ser elaborada en bronze a l'antiga Grècia, cap a l'any 140 aC. L'escultura, que mostra un jove genet muntant un cavall amb passió i agonia, va ser trobada en fragments al fons del mar, prop del cap Artemísion, al nord de l'illa d'Eubea, entre 1928 i 1937. Pertany a l'estil hel·lenístic i està fet amb el mètode de la cera perduda. Actualment es troba al Museu Arqueològic Nacional d'Atenes.